# 鳥取市立佐治中学校
鳥取市立佐治中学校（とっとりしりつ さじちゅうがっこう）は、かつて鳥取県鳥取市佐治町古市にあった公立中学校。

## 概要
鳥取市立用瀬中学校との統合に伴い、2013年3月31日をもって閉校した。統合校舎は鳥取市立千代南中学校として新たに用瀬中学校敷地内に建設された。佐治小学校が校区となっており、小中一貫教育を行っていた。

## 沿革
- 1947年（昭和22年）5月3日 - 八頭郡佐治村加瀬木に佐治村立佐治中学校を創立。[2]
- 1951年（昭和26年）11月3日 - 校歌制定。
- 1977年（昭和52年）4月1日 - 佐治村古市に校舎移転。[3]
- 1988年（昭和63年）4月22日 - 皆瀬村立皆瀬中学校との交流が開始。[4]
- 1997年（平成9年）11月 - 校訓制定。校訓碑「真理・生命・友愛」設立。
- 2004年（平成16年）11月1日 - 佐治村が鳥取市に編入されたことに伴い、鳥取市立佐治中学校と改称する。
- 2005年（平成17年）12月 - 道路新設改良工事に伴う前庭の改修と校門・校訓碑の移転。
- 2013年（平成25年）3月31日 - 用瀬中学校との統合に伴い閉校。

## 通学区域
- 佐治小学校校区
  - 佐治町大井、佐治町尾際、佐治町葛谷、佐治町加瀬木、佐治町加茂、佐治町刈地、佐治町河本、佐治町小原、佐治町高山、佐治町𣇃谷（つくだに）、佐治町津無、佐治町津野、佐治町栃原、佐治町中、佐治町畑、佐治町福園、佐治町古市、佐治町森坪、佐治町余戸